# Operater
Operater je osoba koja obavlja tehničku ili medicinsku operaciju tj. radnju.
Riječ operater nije sinonim riječi operator, koja može značiti različite stvari ovisno o kontekstu u kojem je korištena; npr. aritmetički operator množenja ili često i poslužitelj nekakve usluge; npr. Pružatelj internetskih usluga koji se često naziva i internetski operator. Riječ operator često se koristi i u programiranju; Operator (programiranje).